# Отрадная (станция)
Отрадная (укр. Відрадна) — железнодорожная станция в Джанкойском районе Крыма. Расположена на линии Москва — Севастополь в 1383,9 км от Москвы

## История
Станция сооружена в 1895 году, как полустанок Каранкурт. По Статистическому справочнику Таврической губернии. Ч.II-я. Статистический очерк, выпуск пятый Перекопский уезд, 1915 год, на полустанке Каранкурт Тотанайской волости Перекопского уезда числилось 5 дворов с русским населением в количестве 26 человек приписных жителей. Согласно Списку населённых пунктов Крымской АССР по Всесоюзной переписи 17 декабря 1926 года, на разъезде Карангут (на 843 километре), Немецко-Джанкойского сельсовета Джанкойского района, числилось 8 дворов, все некрестьянские, население составляло 30 человек, из них 24 русских, 5 украинцев и 1 белорус. На двухкилометровке РККА 1942 года станция подписана, как Каранкут.
В 1952 году станция Каранкут была переименована в Отрадную.